# Hadith qudsi
Hadith qudsi is een speciale categorie hadith, een overlevering van de profeet Mohammed. Deze hadith bevatten een uitspraak van Mohammed waarin hij de woorden van God (Allah) citeert. Om die reden vormen de hadith qudsi een aparte status tussen de Koran (woorden van God) en de hadith (woorden van Mohammed).